# Стівен Кеші
Стівен Окечукву Кеші (англ. Stephen Okechukwu Keshi, нар. 23 січня 1962, Лагос, Нігерія — 8 червня 2016, Бенін-Сіті, Нігерія) — нігерійський футболіст, що грав на позиції захисника. По завершенні ігрової кар'єри — тренер, останнім місцем роботи якого був тренерський штаб збірної Нігерії.

## Клубна кар'єра
У дорослому футболі дебютував 1979 року виступами за команду клубу «АКБ Лагос».
Згодом з 1980 по 1987 рік грав у складі команд клубів «Нью Найджерія Банк», «Стад Абіджан», «Африка Спортс» та «Локерен».
Своєю грою за останню команду привернув увагу представників тренерського штабу «Андерлехта», до складу якого приєднався 1987 року. Відіграв за команду з Андерлехта наступні чотири сезони своєї ігрової кар'єри. Більшість часу, проведеного у складі «Андерлехта», був основним гравцем захисту команди. За цей час виборов титул чемпіона Бельгії та два Кубка Бельгії.
1991 року уклав контракт з французьким «Страсбуром», у складі якого провів наступні два роки. Протягом 1993—1996 років захищав кольори клубів «Моленбек», «ККМ Гідра» та «Сакраменто Скорпіонс».
Завершив професійну ігрову кар'єру у малайзійському клубі «Перліс», за команду якого виступав протягом 1997—1998 років.

## Виступи за збірну
1981 року дебютував в офіційних матчах у складі збірної Нігерії. Протягом кар'єри у національній команді, яка тривала 14 років, провів у формі головної команди країни 64 матчі, забивши 9 голів.
У складі збірної був учасником Кубка африканських націй 1992 року, Кубка африканських націй 1994 року, чемпіонату світу 1994 року у США, Кубка конфедерацій 1995 року.

## Кар'єра тренера
Розпочав тренерську кар'єру, повернувшись до футболу після невеликої перерви, 2004 року, очоливши тренерський штаб збірної Того, яку вивів до фінальної частини розіграшу Кубка африканських націй 2006 року.
З 2008 по 2010 роки очолював збірну Малі, з якою був учасником Кубка африканських націй 2010 року.
З 2011 року очолював тренерський штаб збірної Нігерії, яку вивів на Кубка африканських націй 2013 року, де команда здобула перемогу. Чемпіонство на континентальному рівні дозволило Нігерії взяти участь у Кубку Конфедерацій 2013 року. Також Кеші вивів збірну на чемпіонат світу 2014 року. У липні 2015 контракт тренера з національною федерацією завершився і його не було поновлено.
Помер 8 червня 2016 року в Бенін-Сіті від зупинки серця.

## Досягнення

### Гравець
«Андерлехт»
- Чемпіон Бельгії: 1990-91
- Володар Кубка Бельгії: 1987-88, 1988-89

Збірна Нігерії
- Володар Кубка африканських націй: 1994
- Срібний призер Кубка африканських націй: 1984, 1988
- Бронзовий призер Кубка африканських націй: 1992

### Тренер
- Володар Кубка африканських націй: 2013